# 長谷美希
長谷 美希（はせ みき、1990年1月23日 - ）は、日本の女性声優、舞台女優。広島県広島市出身。	81プロデュース所属。

## 略歴
小学生の頃、友人に「声優ってしごと知ってる?」と聞かれて声優を目指した。
日本大学卒業。松濤アクターズギムナジウム在学中に『世紀末オカルト学院』、『B型H系』に出演し実績を積む。また在学中に第4回81オーディションに参加し、優秀賞を獲得する。2012年4月1日、81プロデュースジュニア所属。

## 人物
劇団エリザベスで舞台活動も行っている。
声優の潘めぐみ、オリックス・バファローズの吉田一将とは日本大学の同級生にあたる。
方言は広島弁。趣味・特技は新体操、琴、津軽三味線。

## 出演

### テレビアニメ
2010年
- 世紀末オカルト学院（園児）
- B型H系（坂井香織）

2011年
- Rio RainbowGate!（女子高生）

2012年
- カードファイト!! ヴァンガード アジアサーキット編（ウズラ・エンドウ）

2013年
- 境界の彼方（女子生徒）
- 東京レイヴンズ（ウェイトレス、女子B、後輩女子B）
- ファンタジスタドール（トーキー）
- プリティーリズム・レインボーライブ（客2）
- ポケットモンスター ベストウイッシュ シーズン2 エピソードN（メリープ）

2014年
- アイカツ!（氷上あずさ）
- 東京ESP（母親）
- ハピネスチャージプリキュア!（高野れい、えり、園児、ワンダフルネットプリキュア、キュアコンチネンタル）
- プリパラ（アイドル、マイ）
- メカクシティアクターズ（小学校の先生）

2015年
- 境界のRINNE（女子生徒、アネットの母）
- K RETURN OF KINGS（緑のクランズマン）
- みにヴぁん（トップアイドル フローレス）

2016年
- 宇宙パトロールルル子（ツマ）
- この素晴らしい世界に祝福を!（2016年 - 2024年、ギルドのウェイトレス、冒険者、魔法使い、サキュバス、アクシズ教徒 他）- 3シリーズ
- ViVid Strike!（キャリー・ターセル、アディール・テスルター、女性アナウンサー、クラスメイト、セコンド 他）
- Fate/Grand Order -First Order-（オペレーターC）

2017年
- リトルウィッチアカデミア（生徒）
- 冴えない彼女の育てかた♭
- おしゃべり唐あげあげ太くん （メシ蔵）
- 僕の彼女がマジメ過ぎるしょびっちな件（静森早夜）

2018年
- ドラえもん（テレビ朝日版第2期）（2018年 - 2020年、マリ、リポーター）

2022年
- 弱虫ペダル LIMIT BREAK（観客）

2023年
- この素晴らしい世界に爆焔を!（そけっと、冒険者）

2025年
- サイレント・ウィッチ 沈黙の魔女の隠しごと（セルマ・カーシュ）

### 劇場アニメ
- 劇場版イナズマイレブン 最強軍団オーガ襲来（2010年、放送アナウンス）
- 映画 ハピネスチャージプリキュア! 人形の国のバレリーナ（2014年、つむぎの友達）
- この世界の片隅に（2016年）
- 映画 この素晴らしい世界に祝福を!紅伝説（2019年、そけっと[10]）

### OVA
- にじいろ☆プリズムガール 第2話 ふたりの天才（2013年、通行人） - 『ちゃお』2013年11月号付録
- 12歳。（2014年、女子B） - 『ちゃお』2014年10月号付録
- ViVid Strike!（2017年、セコンド） - 第3・4巻

### ゲーム
2012年
- エクストルーパーズ（女子隊員）
- ブレイブリーデフォルト フライングフェアリー

2013年
- ブレイブリーデフォルト フォーザ・シークウェル

2014年
- 俺タワー -Over Legend Endless Tower-（ファン、ラチェットレンチ、ダストコレクター、バール）

2015年
- アイカツ! My No.1 Stage!（二階堂うらら）
- ウチの姫さまがいちばんカワイイ（鳥居姫）
- 刻のイシュタリア（キヨヒメ）
- 新約アルカナスレイヤー（エスメラルダ）
- 戦国アスカZERO（ぎん狐）
- モン娘☆は〜れむ（セリスタ、エルルン、シェリー）

2016年
- あんさんぶるガールズ!!（瀬川かえで）
- 逆転裁判6
- クイズRPG 魔法使いと黒猫のウィズ（プリュム・ノワラン、スクブス・アリュール、ジェネティス）
- SOUL REVERSE ZERO（ゼノビア、イザボー、メイヴ、サッポー）

2017年
- リトルウィッチアカデミア 時の魔法と七不思議（ラジャニ）
- 地球防衛軍5 (主人公C)

2020年
- 戦国RENKA ズーム!（可児才蔵）

### ドラマCD
- 魔法少女リリカルなのは Reflection ドラマCD付き特別鑑賞券【フェイト&アリサ&すずか編＋ボーナストラック ViVid Strike! リンネ編】（2016年、トレーナー、本局アナウンス）

### デジタルコミック
- Bite Maker 〜王様のΩ〜（2021年、伊代[16]）

### オーディオブック
- 声優100年 声優を目指す君たちへ（朗読[17]）
- 敗者たちの季節（朗読[17]）
- 編集長殺し（朗読）
- さびしがりやのロリフェラトゥ（シギショアラ）
- 妖姫のおとむらい（女性キャラ全員[18]）
- ケモノガリ（深山・パトリシア・葉瑠、守岡唯子 他）
- 双血の墓碑銘（沖田総司 他[19]）

### 吹き替え
- インサイド・ヘッド（オシャレな女の子）
- 男ゴコロはマンガ模様（コレット）
- ポップルズ（サニー、ペニー）

### ナレーター
- ハートネットTV（ゲーム障害　第１回▽わたしって“病気”ですか…？）

### ボイスオーバー
- 世界ふれあい街歩き

### 舞台
- 雨、稀に晴れ。（僕）
- 81PRODUCE Presents若手リーディング公演　声瞬-SEISHUN-[20]
  - ラジオドラマのためのエチュード ひめゆりの塔（上原）
- やがて僕らは拒絶する（母）

### シリーズ一覧
1. ↑  第1期（2016年）、第2期『2』（2017年）、第3期『3』（2024年）